# Göran Wetterlundh
Göran Gustaf Wetterlundh, född den 30 januari 1935 i Vänersborg, död 11 november 2024 i Hässleholms distrikt, var en svensk militär. Han var son till Sune Wetterlundh.
Wetterlundh avlade officersexamen 1957 och blev kapten i trängtrupperna 1965. Han genomgick Militärhögskolan 1966–1968, var aspirant i generalstabskåren 1968–1970 och tjänstgjorde vid taktikavdelningen inom arméstaben 1970–1972. Wetterlundh befordrades till major 1972 och till överstelöjtnant 1973. Han var lärare vid Militärhögskolan 1972–1975, chef för trängavdelningen där 1975–1977, bataljonschef vid Skånska trängregementet 1977–1978 och chef för svenska kontingenten vid United Nations Interim Force in Lebanon 1978–1979. Wetterlundh genomgick Försvarshögskolan 1980 och var arméns utbildningschef 1980–1983. Han befordrades till överste 1980 och till överste av första graden 1988. Wetterlundh var chef för Skånska trängregementet 1983–1988 och chef för Hallands regemente samt befälhavare i Halmstads försvarsområde 1988–1993.